# مكتبة برمجية أن أل تي كاي
أن أل تي كاي (بالإنجليزية: NLTK)‏ هي مكتبة برمجية مكتوبة بلغة البرمجة البايثون خاصة بـمعالجة اللغات الطبيعية (بالإنجليزية: NLP)‏. صممت من طرف سيتفن بيرد وإدوارد لوبير من جامعة بنسيلفانيا.